# شلال كلي علي بك

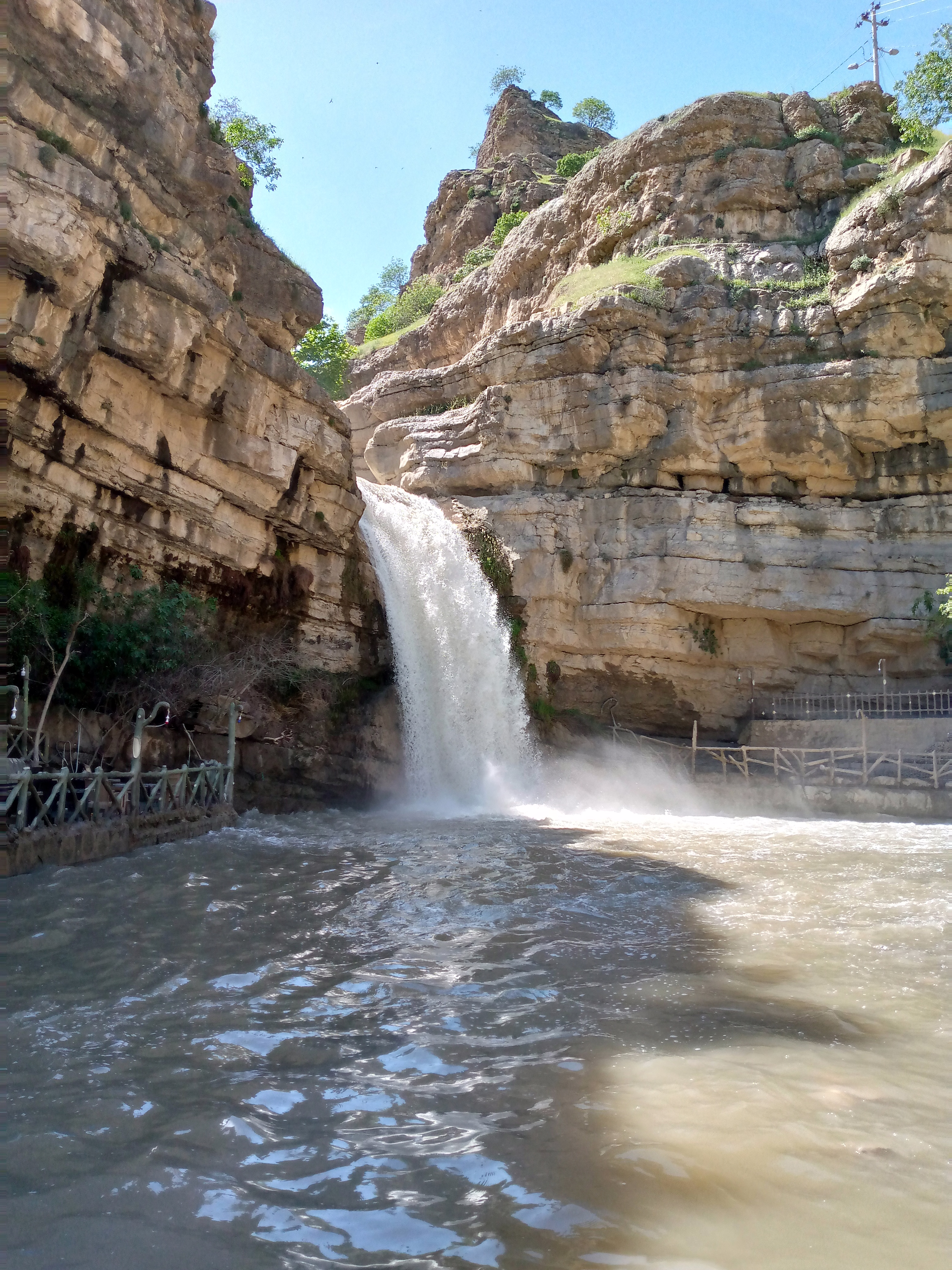
شلال كلي علي بك 2023

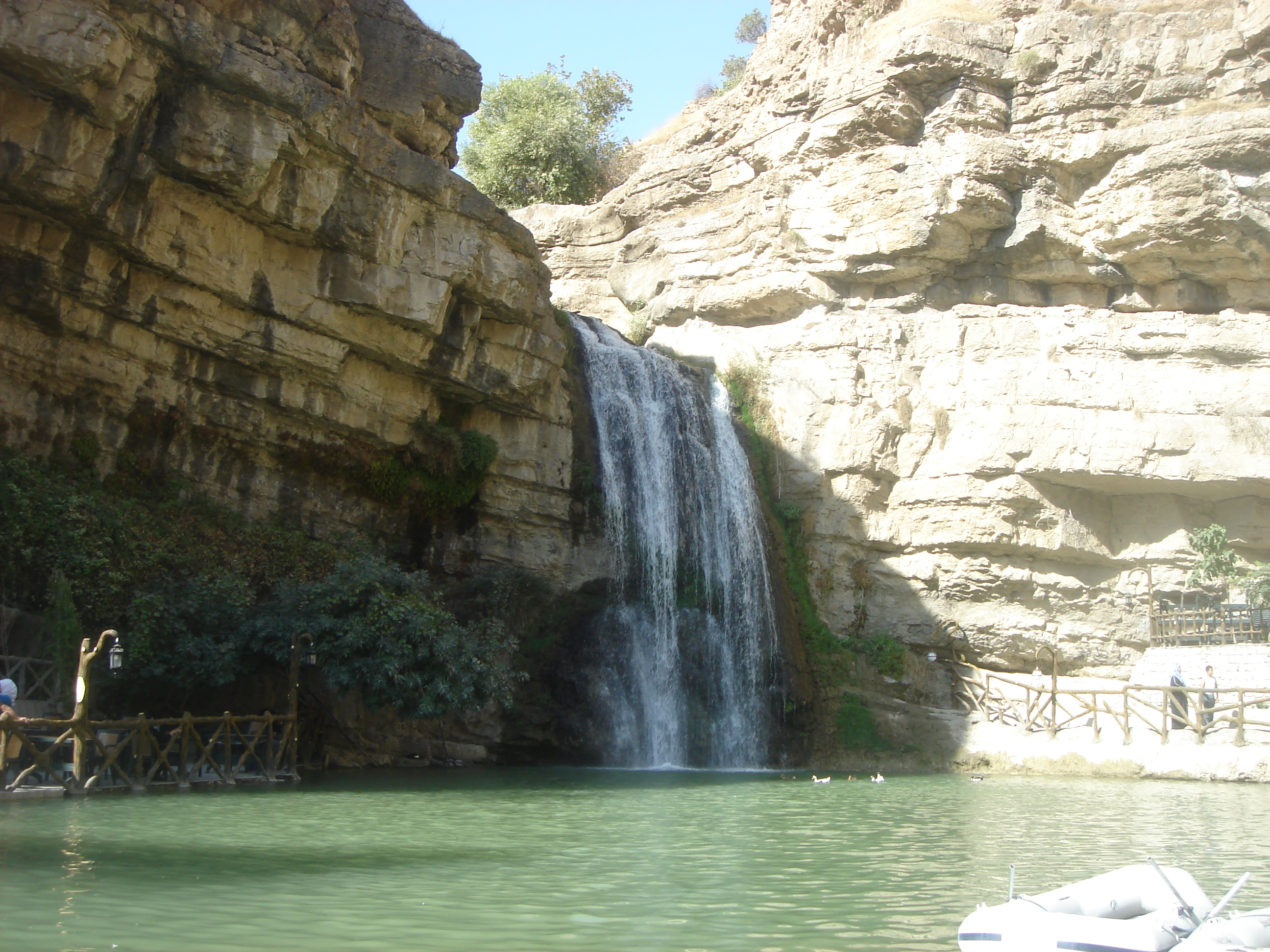
شلال كلي علي بك

شلال كلي علي بك (بالكردية: گەلیی عەلی بەگ) ويعني اسم الشلال وادي علي بك باللغة الكردية، ويقع الشلال في محافظة أربيل في إقليم كردستان بين مدينتي خليفان وسوران ويمتد بطول 12 كم حيث يقع بين جبلي كۆرەك ونواذنين ويبعد 60 كم عن مصيف شەقڵاوە، وينحدر شلال كلي علي بيك من مكان مرتفع، ويبعد حوالي (130) کم عن مدينة أربيل ويعتبر من المصايف الجميلة في مدينة أربيل إذ يرتفع حوالي (800)م عن مستوى سطح البحر وتبلغ درجات حرارته القصوى خلال فصل الصيف 35 درجة مئوية و 10 درجات مئوية تحت الصفر خلال الشتاء.

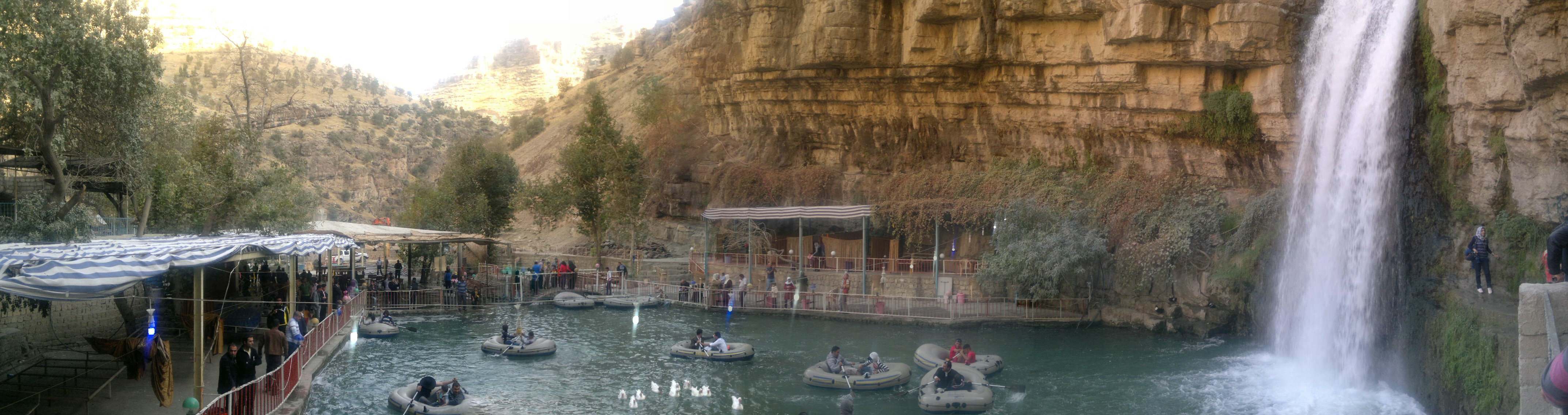
صورة البحيرة أسفل الشلال